# Enōsis Neōn Paralimniou
L'Enōsis Neōn Paralimniou (in greco Ένωσις Νέων Παραλιμνίου, cioè Unione Giovanile di Paralimni), conosciuta anche come Enosis Paralimni o EN Paralimni, è una società calcistica cipriota con sede nella città di Paralimni.

## Storia
La storia della squadra inizia nel 1944, in seguito alla fusione di due precedenti squadre della città di Paralimni, Heracles e People's Love.
Per circa 20 anni, l'Enosis ha partecipato solo a manifestazioni di carattere locale, a causa del divieto da parte della CFA di prendere parte ai propri tornei. La mancata ammissione portò all'affiliazione dell'Enosis all'E.A.P.O., un'associazione di squadre di piccoli centri urbani (la CFA accettava solo squadre basate nelle città). Nel 1965 la CFA cambiò le proprie regole e l'Enosis poté finalmente iscriversi al campionato di seconda divisione. Fin dal primo campionato la squadra tentò di centrare la promozione in massima serie; l'impresa riuscì dopo 4 tentativi, nel 1968-1969. L'Enosis, da quel momento, non è più ridisceso in seconda divisione.
Tra gli anni settanta e gli anni ottanta la squadra prese parte a 5 edizioni delle coppe Europee: 3 volte alla Coppa delle Coppe (pur non vincendo mai la Coppa di Cipro - fu infatti sconfitto 3 volte in finale dall'Omonia Nicosia, che avrebbe poi preso parte alla successiva Coppa dei Campioni lasciando libero il posto nella seconda competizione) e 2 volte alla Coppa UEFA.

## Statistiche e record

### Finali di Coppa di Cipro
- 1973-74 Omonia Nicosia 2-0 Enosis Neon Paralimni
- 1974-75 Anorthosis Famagosta 3-2 Enosis Neon Paralimni
- 1980-81 Omonia Nicosia 1-1, 3-0 Enosis Neon Paralimni (replay)
- 1982-83 Omonia Nicosia 2-1 Enosis Neon Paralimni

### EN Paralimni nelle coppe europee
| Stagione | Competizione      | Turno         | Nazione                   | Avversario       | Andata | Ritorno | Totale |
| -------- | ----------------- | ------------- | ------------------------- | ---------------- | ------ | ------- | ------ |
| 1974-75  | Coppa delle Coppe | Sedicesimi    | Lussemburgo (bandiera)    | FC Avenir Beggen | n.d.   |         |        |
| 1975-76  | Coppa UEFA        | Trentaduesimi | Germania Ovest (bandiera) | MSV Duisburg     | 1-7    | 2-3     | 3-10   |
| 1976-77  | Coppa UEFA        | Trentaduesimi | Germania Ovest (bandiera) | Kaiserslautern   | 1-3    | 0-8     | 1-11   |
| 1981-82  | Coppa delle Coppe | 1º turno      | Ungheria (bandiera)       | Vasas            | 1-0    | 0-8     | 1-8    |
| 1983-84  | Coppa delle Coppe | Sedicesimi    | Belgio (bandiera)         | KSK Beveren      | 2-4    | 1-3     | 3-7    |

In grassetto le gare casalinghe.

### Statistiche nelle competizioni UEFA
Tabella aggiornata alla fine della stagione 2017-2018.
| Competizione                  | Partecipazioni | G | V | N | P | RF | RS |
| ----------------------------- | -------------- | - | - | - | - | -- | -- |
| Coppa delle Coppe             | 3              | 4 | 1 | 0 | 3 | 4  | 15 |
| Coppa UEFA/UEFA Europa League | 2              | 4 | 0 | 0 | 4 | 4  | 21 |

## Organico

### Rosa 2024-2025
Aggiornata al 19 settembre 2024.
| N. |                        | Ruolo | Calciatore          |
| -- | ---------------------- | ----- | ------------------- |
| 2  | Cipro (bandiera)       | D     | Stelios Dīmītriou   |
| 3  | Guadalupa (bandiera)   | D     | Kelly Irep          |
| 5  | Cipro (bandiera)       | D     | Demetris Moulazimis |
| 6  | Paesi Bassi (bandiera) | D     | Pele van Anholt     |
| 7  | Argentina (bandiera)   | C     | Adrián Lucero       |
| 8  | Argentina (bandiera)   | C     | Mauro Bellone       |
| 9  | Germania (bandiera)    | A     | Bassala Sambou      |
| 10 | Argentina (bandiera)   | A     | Emanuel Dening      |
| 11 | Cipro (bandiera)       | A     | Dīmītrīs Theodōrou  |
| 13 | Cipro (bandiera)       | P     | Theodoros Koutsou   |
| 14 | Cipro (bandiera)       | C     | Loizos Kosma        |
| 15 | Croazia (bandiera)     | A     | Jan Doležal         |
| 18 | Uruguay (bandiera)     | D     | Diego Barboza       |
| 20 | Cipro (bandiera)       | C     | Fotis Kotsonis      |

| N. |                               | Ruolo | Calciatore            |
| -- | ----------------------------- | ----- | --------------------- |
| 21 | Cipro (bandiera)              | C     | Kyriacos Panagi       |
| 23 | Austria (bandiera)            | D     | Marco Krainz          |
| 25 | Cipro (bandiera)              | A     | Theodoros Kolokoudias |
| 28 | Georgia (bandiera)            | C     | Irak'li Maisuradze    |
| 29 | Cipro (bandiera)              | P     | Constantinos Petrou   |
| 32 | Cipro (bandiera)              | D     | Marcos Stylianides    |
| 45 | Cipro (bandiera)              | D     | Andreas Kyriakou      |
| 46 | Slovenia (bandiera)           | D     | Gregor Balažic        |
| 70 | Brasile (bandiera)            | C     | Juan Felipe           |
| 79 | Cipro (bandiera)              | C     | Demetris Mavroudis    |
| 89 | Brasile (bandiera)            | A     | Jonathan Balotelli    |
| 90 | Macedonia del Nord (bandiera) | P     | Filip Gačevski        |
| 99 | Ucraina (bandiera)            | A     | Illja Markovs'kyj     |

## Palmarès

### Competizioni nazionali
- B' Katīgoria: 1

2017-2018

### Altri piazzamenti
- Campionato cipriota:

Secondo posto: 1974-1975
Terzo posto: 1971-1972, 1975-1976
- Coppa di Cipro:

Finalista: 1973-1974, 1974-1975, 1980-1981, 1982-1983
Semifinalista: 1970-1971, 1994-1995, 2001-2002, 2008-2009, 2018-2019
- Supercoppa di Cipro:

Finalista: 1981, 1983